# Pfarrkirche Harbach

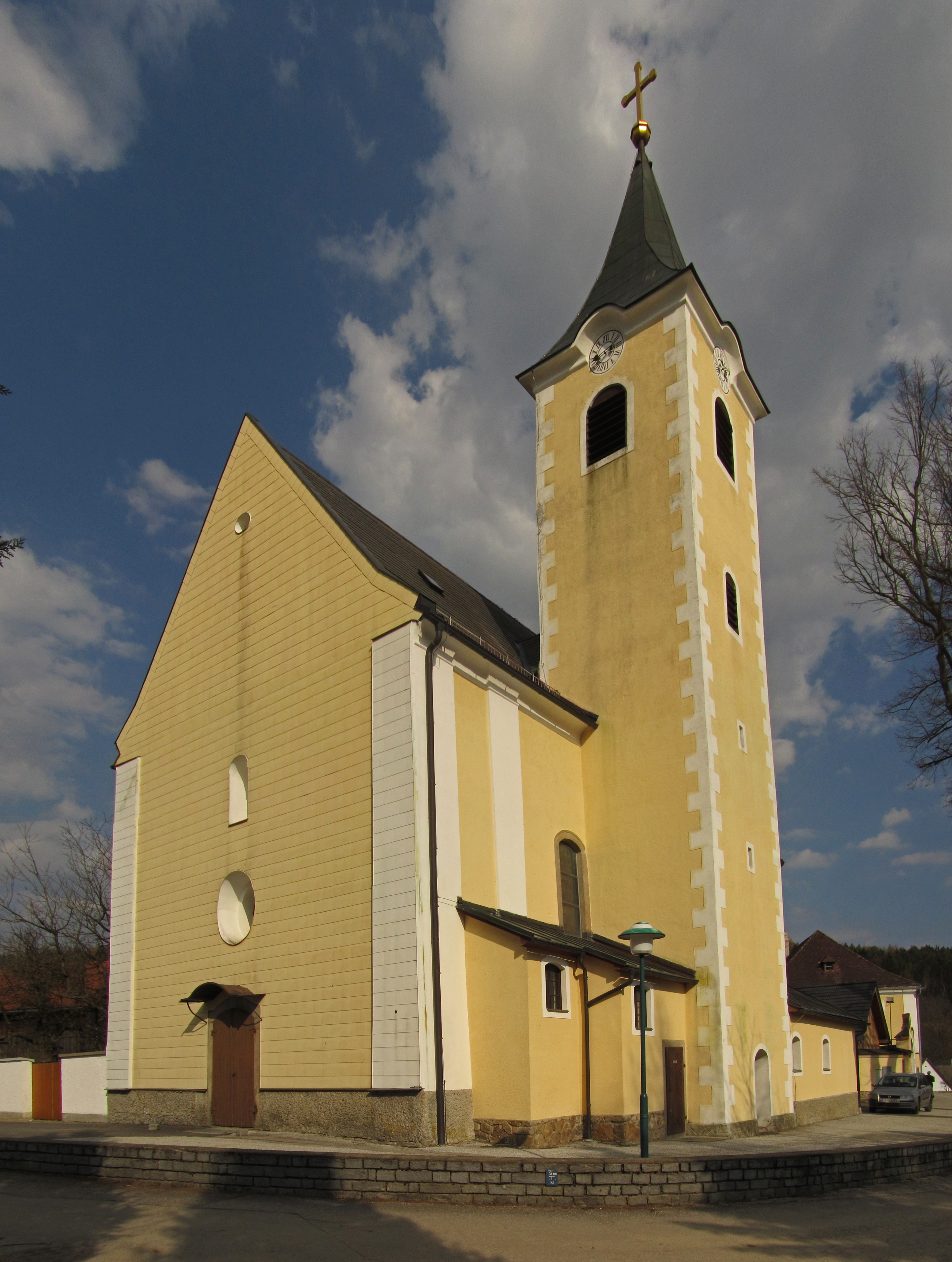
Pfarrkirche Harbach

Die römisch-katholische Pfarrkirche Harbach steht im Ort Harbach in der Gemeinde Moorbad Harbach in Niederösterreich. Die Pfarrkirche hl. Johannes der Täufer gehört zum Dekanat Gmünd in der Diözese St. Pölten. Die Kirche steht unter Denkmalschutz.

## Geschichte
Ab 1150 wurde Harbach von Weitra aus betreut. 1456 wurde zu Harbach eine Kapelle hl. Johannes der Täufer als Filiale von St. Martin genannt. Die Kirche war ursprünglich von einem Friedhof umgeben, welcher aufgelöst wurde. Von 1749 bis 1757 wurde die Filialkirche als geräumige Barockkirche neu erbaut. Von 1768 bis 1771 wurde daneben das Pfarrhaus erbaut. 1771 wurde die Kirche für die Orte Harbach, Lauterbach, Hirschenwies und Maißen zur Pfarrkirche erhoben. 1840 wurde der Südturm erhöht. Um 1900 war eine Renovierung.

## Architektur
Die Kirche hat ein Langhaus mit einem wenig eingezogenen Chor mit einem rund schließenden Chor. Die Fassade zeigt Flachbogenfenster und eine einheitliche Gliederung mit Lisenen mit einer schlichten Westfassade mit geschindelten Betonplatten. Die geostete Kirche hat mittig an der Langhaussüdseite den Turm mit einem Pyramidendach. Westlich vom Turm ist ein Aufgang zur Empore angebaut. Östlich vom Turm wurde die barocke Sakristei angebaut.
Das Kircheninnere zeigt sich mit einem zweijochigen Langhaus mit Stichkappentonne über Gurten auf Pilastern mit einem Doppelgurt vor dem wenig eingezogenen Triumphbogen. Der einjochige Chor. Die Orgelempore über einem Segmentbogen und Bogenzwickel hat eine mit Putz gegliederte Brüstung. 

## Ausstattung
Die Kirche erhielt ab 1750 die spätbarocke Einrichtung. Der Hochaltar mit einem Säulenretabel zeigt das Hochaltarbild Taufe Jesu vom Maler Josef Kessler (1878) und trägt seitlich die spätbarocken Seitenfiguren Zacharias und Elisabeth. Die Seitenaltäre im Stil des Rokoko stehen in Nischen im Übergang vom Langhaus zum Chor. Der linke Seitenaltar zeigt das Bild Heilige Familie mit dem Johannesknaben aus 1844 und trägt die spätbarocken Seitenfiguren Joachim und Anna. Der rechte Seitenaltar zeigt das Bild Leonhard und Vitus aus dem 2. Viertel des 19. Jahrhunderts und trägt die spätbarocken Seitenfiguren Florian und Sebastian. Die Kanzel mit klassizistischen Elementen ist aus 1800. Der barocke Granittaufstein trägt eine Schnitzfigur hl. Andreas um 1770. Die Kreuzwegbilder malte Jakob Preitschopf (1833) in Rahmen im Stil von 1800.
Die Orgel aus dem Ende des 18. Jahrhunderts erhielt ein Werk von Franz Capek (1905).

## Pfarrhof
Der zweigeschoßige Pfarrhof im Osten der Kirche unter einem Walmdach hat eine Fassade mit Lisenen, Stuckwerk und Bandornament. Der Pfarrhof wurde von 1768 bis 1773 errichtet.